# Sněmovna reprezentantů (Francie)
Sněmovna reprezentantů (francouzsky Chambre des représentants) byla dolní komora francouzského parlamentu, kterou zřídil Napoleon během Sta dnů. Nahradila Poslaneckou sněmovnu departementů zřízenou chartou z roku 1814 a existovala jen něco málo přes měsíc.
Svolání volebních sborů bylo nařízeno 30. dubna 1815 a volby se konaly 8. a 22. května.
Sněmovna byla ustavena 3. června, den po plebiscitu o dodatečném zákoně. Měla 629 zástupců, převážně liberálů, jakobínů nebo přesvědčených bonapartistů. Dne 4. července byl předsedou zvolen Jean-Denis Lanjuinais a jeho zástupcem markýz de la Fayette.
Dne 23. června, po zveřejnění druhé abdikace císaře, obě komory uznaly jeho syna jako Napoleona II. a jmenovaly vládní komisi o pěti členech. Zástupci jmenovali Carnota, Fouchého a generála Paula Greniera. Následujícího dne Sněmovna reprezentantů jmenovala komisi pro vypracování nové ústavy, jejíž návrh byl předložen 29 června.
Sněmovna byla rozpuštěna 8. července a zrušena 13. července na příkaz Ludvíka XVIII.